# Museumsbahn

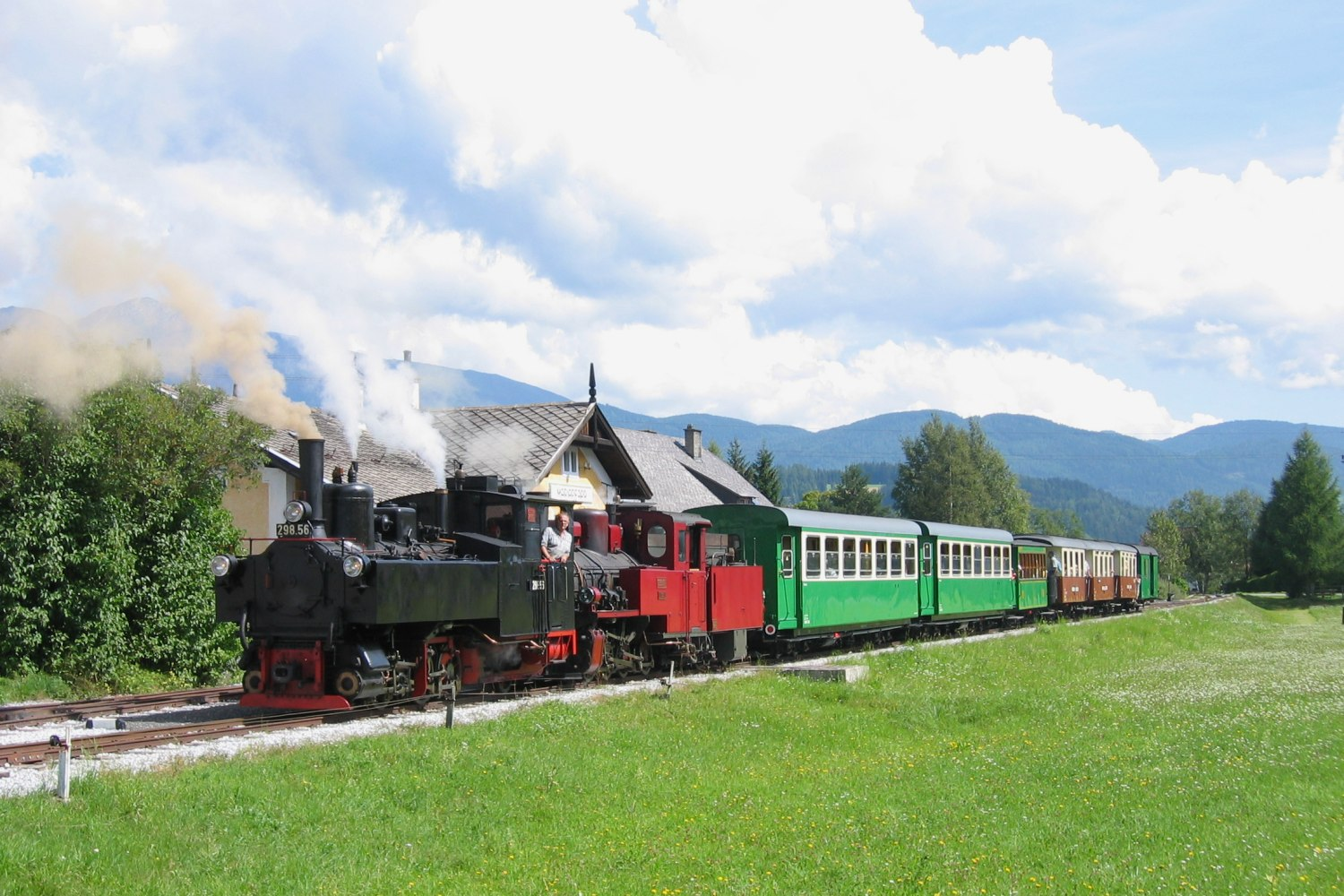
Zug der schmalspurigen Taurachbahn in Salzburg

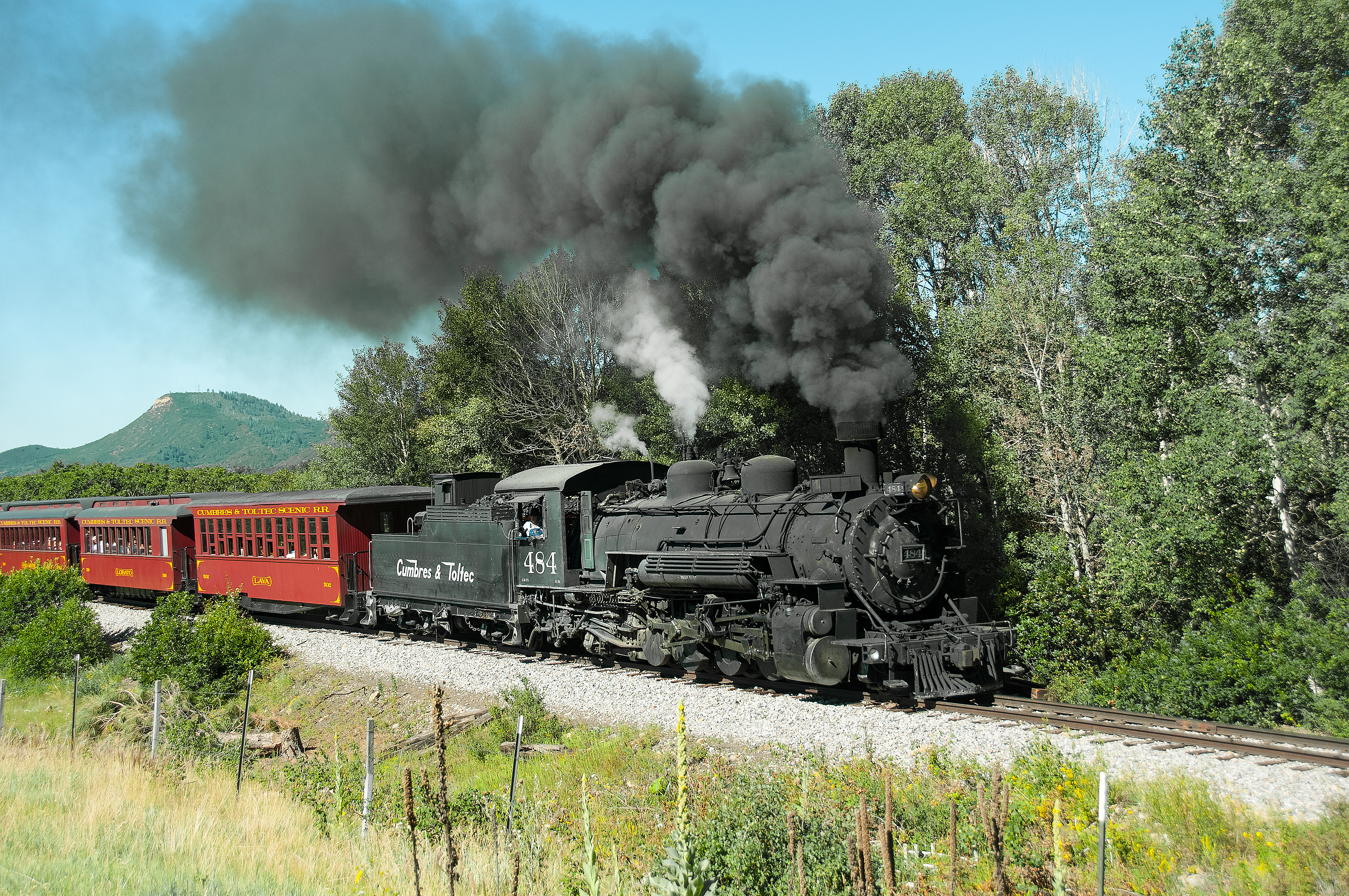
Cumbres & Toltec Scenic Railroad, USA

Eine Museumsbahn ist eine Eisenbahn, die mit historischen Schienenfahrzeugen zum Zweck der betriebsfähigen Erhaltung historischer Technik sowie als Anziehungspunkt für den Fremdenverkehr betrieben wird. Im Gegensatz zu statischen Museumsexponaten wird so dem Publikum die Möglichkeit geboten, verkehrsgeschichtliche Objekte wie Dampflokomotiven im aktiven Einsatz zu erleben. In der Deutschen Demokratischen Republik (DDR) wurde sie Traditionsbahn genannt.

## Definition
Der Verband deutscher Museums- und Touristikbahnen, dem die meisten deutschen Museumsbahnvereine angehören, definiert so: 

„Eine Museums- oder Touristikeisenbahn ist ein Eisenbahnunternehmen gemäß § 2 (1) AEG, das betrieben wird, um eine Eisenbahn(-infrastruktur) wie in der Vergangenheit zu erhalten, wiederherzustellen oder nachzustellen, oder historische oder spezielle Formen der Antriebstechnik oder des Rollmaterials zu demonstrieren oder zu betreiben und ausschließlich oder überwiegend für touristische Zwecke, Freizeit- oder Bildungszwecke genutzt wird.“

Am häufigsten werden die Erhaltung und der Betrieb dieser Bahnen von Vereinsmitgliedern in ihrer Freizeit ehrenamtlich in Eisenbahnvereinen durchgeführt. Es gibt aber auch Museumsbahnen, die in kommunaler Verantwortung oder in der Betriebsverantwortung für den Eisenbahnbetrieb durch Unternehmen (GmbH, AG) (Betriebsgesellschaften) geführt werden. Der Betrieb durch Privatpersonen oder Personengruppen (im Sinne einer GbR) ist aufgrund der damit verbundenen Haftungs- und Verantwortungsrisiken eher selten. Knapp 300 Dampflokomotiven kommen allein in Deutschland noch zum Einsatz.
Abhängig von den eingesetzten Fahrzeugen und der Strecke kann auch zwischen Museumseisenbahn und Museumsstraßenbahn unterschieden werden; auf der Nordseeinsel Spiekeroog gibt es ferner eine Museums-Pferdebahn, die Spiekerooger Inselbahn.

## Geschichte

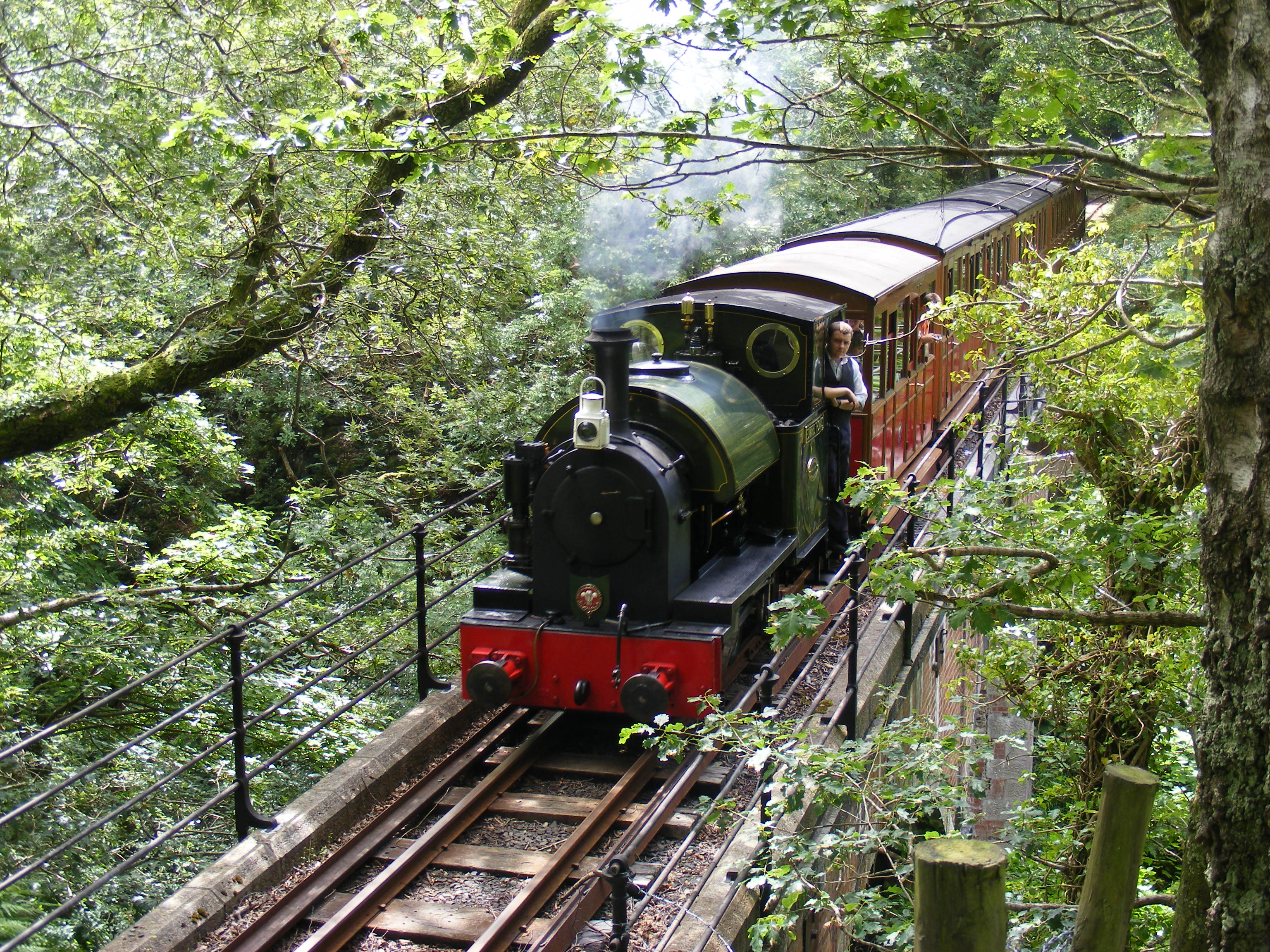
Die Talyllyn Railway in Wales

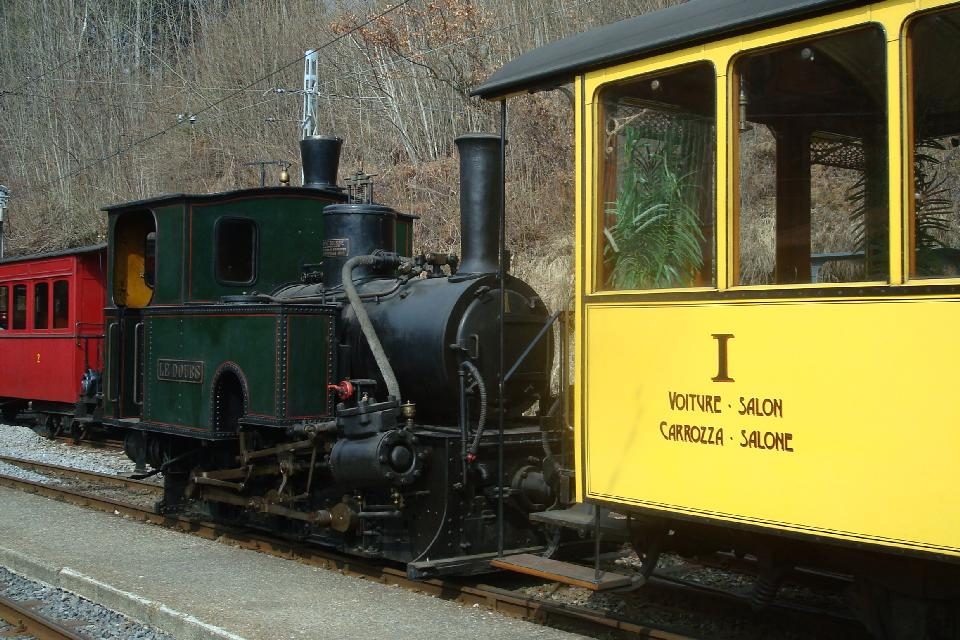
Manöver der Tenderdampflokomotive G 3/3 1 Le Doubs bei der Museumsbahn Blonay–Chamby (BC)

Als weltweit erste Museumsbahn gilt die schmalspurige Talyllyn Railway in Wales. Nach Einstellung des Betriebes wurde die Strecke 1950 von einer Gruppe von Eisenbahnfreunden übernommen und als erste Eisenbahnstrecke von ehrenamtlichen Amateuren an Stelle von Berufseisenbahnern betrieben.
Die erste Museumseisenbahn Deutschlands wurde 1966 vom Deutschen Eisenbahn-Verein e. V. (DEV) auf einer meterspurigen Strecke in Bruchhausen-Vilsen eingerichtet. Im Jahr 1971 nahm die Deutsche Gesellschaft für Eisenbahngeschichte auf der seinerzeit noch im Regelbetrieb verkehrenden Jagsttalbahn zwischen Möckmühl und Dörzbach einen Dampfzugbetrieb auf, der den Gedanken der Museumseisenbahn auch nach Süddeutschland trug. In der damaligen DDR entstanden unter dem Dach des DMV (Deutscher Modelleisenbahn-Verbandes der DDR) Arbeitsgemeinschaften (AGs), die in einer Kooperation mit der Deutschen Reichsbahn die Keimzellen der Traditionsbahnen (Radebeul und Erfurt West) wurden. 
Die erste Museumsbahn der Schweiz ist die sich in der Westschweiz befindende Museumsbahn Blonay–Chamby (BC). Sie nahm am 1. Mai 1968 auf der 1966 von der Chemins de fer électriques Veveysans (CEV) eingestellten, aber nicht abgebrochenen Bahnstrecke Blonay–Chamby den Museumsbetrieb auf.
Die erste Museumsbahn Österreichs wurde 1974 auf einem 3 km langen Reststück der Gurktalbahn in Kärnten gegründet.
2017 wurde in Italien ein Teil des Museumsbahnwesens und -betriebes aufgrund des Gesetzes „Disposizioni per l’istituzione di ferrovie turistiche“ geregelt.
Zwischenzeitlich wurden in zahlreichen Regionen Europas Vereine gegründet, die Eisenbahnfahrzeuge sowie Strecken pflegen und somit für die Nachwelt erhalten.
Nicht alle Vereine und Fahrzeugsammlungen verfügen über eigene Strecken, oftmals werden Bahnstrecken öffentlicher Streckennetze, teilweise ohne planmäßigen Personenverkehr, oder Industriebahnen für Sonderfahrten genutzt. In mehreren Straßenbahnnetzen werden, zum Teil nach Fahrplan, Fahrten mit historischem Wagenmaterial durchgeführt. Aus Berlin und Hamburg ist auch gelegentlicher Fahrbetrieb mit historischen Untergrundbahnen bekannt.

## Betrieb

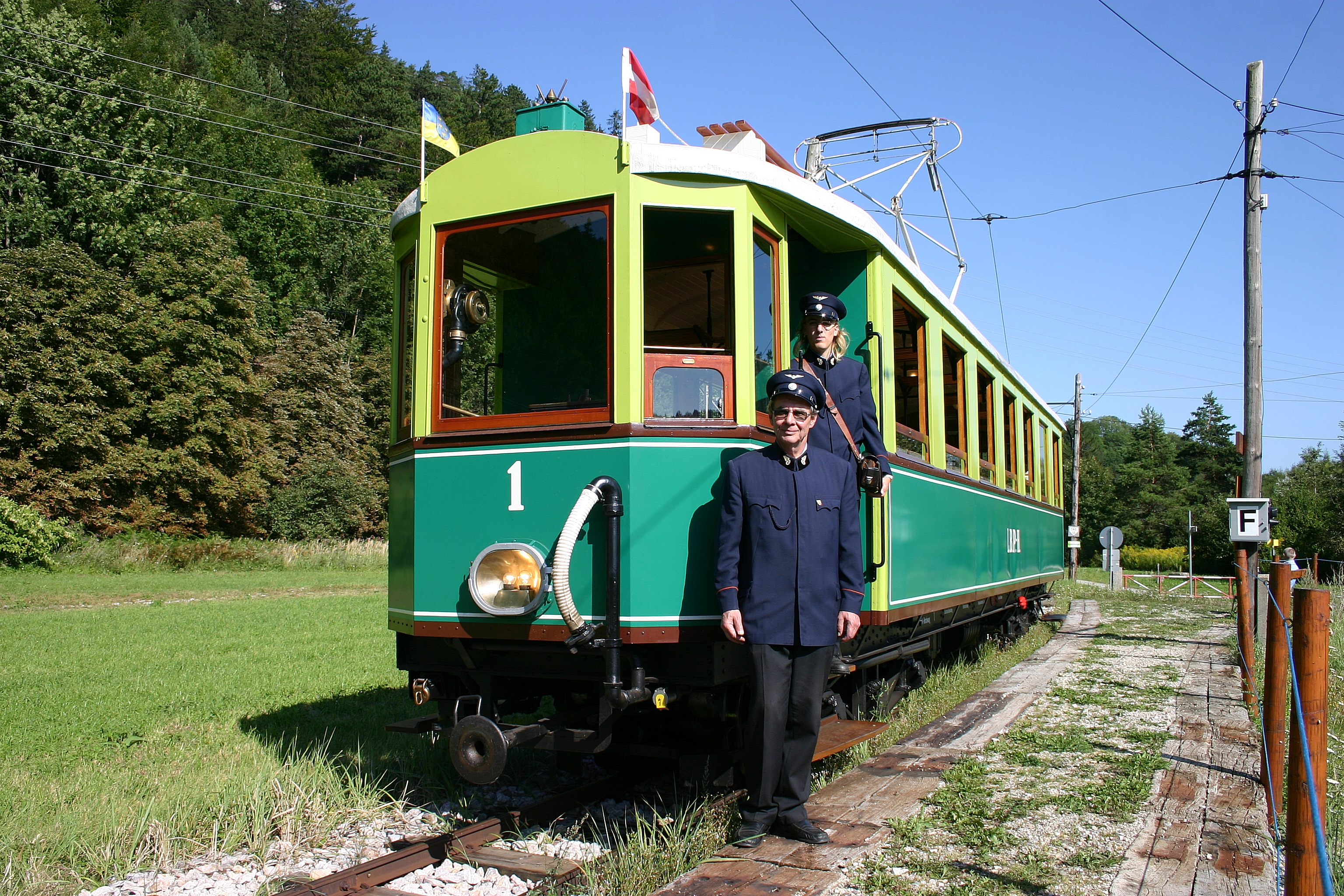
Ehrenamtliches Zugpersonal mit dem Triebwagen 1 der Niederösterreichischen Höllentalbahn

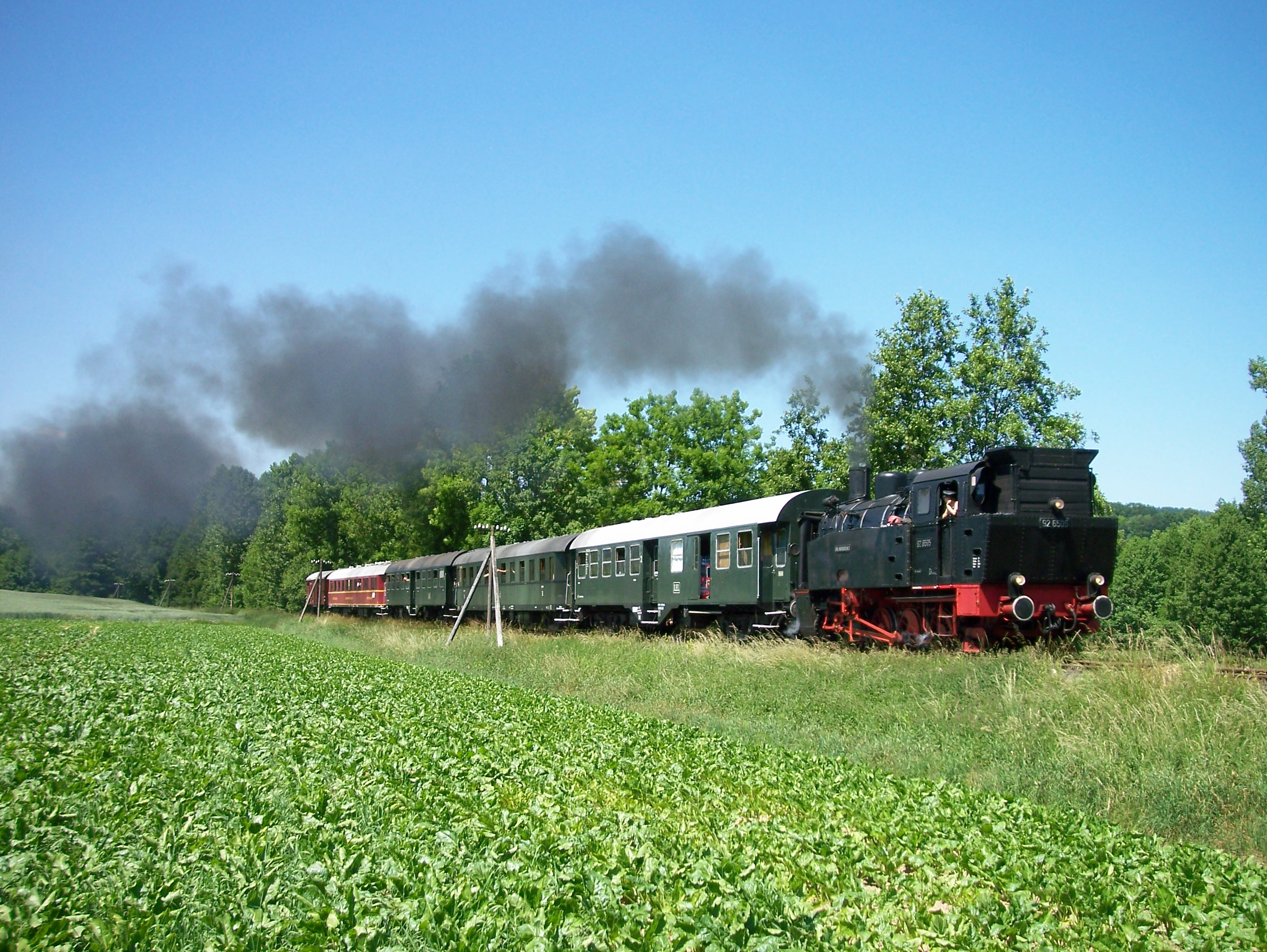
Dampfzug der Landeseisenbahn Lippe, bei musealen Fahrten

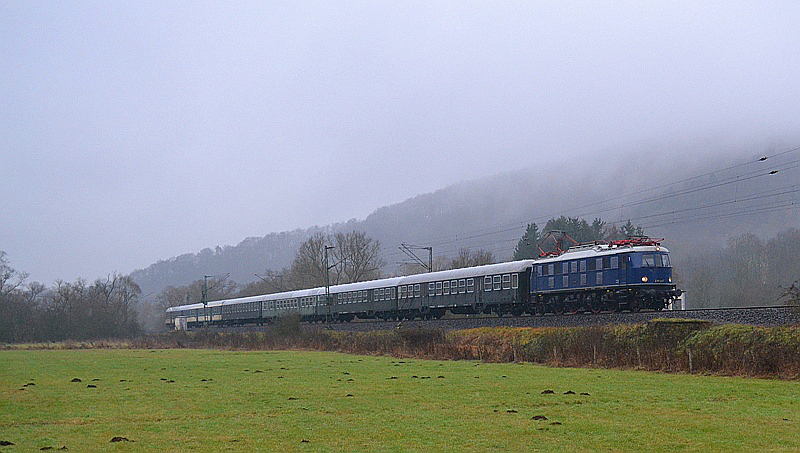
Ein historischer Sonderzug der Eisenbahnfreunde Treysa mit einer Elektrolokomotive der Baureihe E18.

Den ersten Museumseisenbahnen, besonders in der Form als juristische Person „Verein“, war – und ist immer noch – gemeinsam die Überwindung zahlreicher bürokratischer und administrativer Hürden. Nach wie vor gilt es die Ansicht zu widerlegen, dass Amateure keinen sicheren Bahnbetrieb gewährleisten könnten.
Der Betrieb der Museumsbahnen unterliegt dabei den jeweils gültigen einschlägigen Bestimmungen und Verordnungen betreffend Betriebssicherheit von Fuhrpark und Strecke, Ausbildung des Fahrpersonals und sonstiger rechtlicher Verbindlichkeiten des Bahnbetriebes im selben Maße wie bei gewerblichen Eisenbahnbetrieben.
Viele Museumseisenbahnen haben daher vom Eisenbahn-Bundesamt zugelassene eigene Bahngesellschaften gegründet. Diese setzen ihre Fahrzeuge nicht nur auf den Museumsstrecken, sondern auch vor Sonderzügen in Deutschland ein. Als Eisenbahnverkehrsunternehmen haben sie Netzzugang und sind berechtigt, bei DB InfraGO Fahrplantrassen zu bestellen. Viele bieten auch weitere Dienstleistungen, z. B. Einsatz vor Bauzügen. Betriebsgesellschaft des Bayerischen Eisenbahnmuseums ist die BayernBahn GmbH.
Für einige Museumsbahnen, die beim Eisenbahn-Bundesamt keine eigenständige Zulassung als EVU haben, übernahm bis zu deren Liquidierung die dem Eisenbahn-Museum in Darmstadt-Kranichstein angeschlossene Deutsche Museums-Eisenbahn die Trassen-Bestellungen zum Zwecke von Sonderfahrten.
Als Plandampf bezeichnet man das Ersetzen von Regelzügen im normalen Fahrplan-Einsatz durch Dampfzüge bzw. -loks, z. B. einer Museumsbahn bzw. deren Betriebsgesellschaft. Im Fall personenbefördernder Züge gelten für die Fahrgäste die ganz normalen Bahnfahrkarten.